# 刘易斯·查尔斯·莱文
刘易斯·查尔斯·莱文（英語：Lewis Charles Levin，1808年11月10日—1860年3月14日）是一位美国政治家、报纸编辑和反天主教社会活动家。他是1842年美国人党的创始人之一，并于1845年至1851年间担任代表宾夕法尼亚州第一国会选区的美国众议院议员。莱文是继大卫·利维·尤利之后第二位跻身美国国会的犹太裔人士。
莱文支持一些北方新教徒以牺牲天主教徒为代价所宣扬的本土美国主义意识形态。他在禁酒和政治问题上是一位充满活力的演说家；然而，他的许多演讲都传播了仇外心理。莱文在煽动费城本土暴动中发挥了主导作用，这场暴动导致20多名爱尔兰裔美国人遇害；他们的许多房屋被烧毁；三座与其社区有关的天主教教堂遭到破坏。在他生命的尽头，他被认为患有精神错乱而被送进精神病院，并于1860年在费城去世。

## 早年生活和教育
莱文于1808年11月10日出生南卡罗来纳州查尔斯顿，父母是从英国移民过来的犹太人。1828年，莱文毕业于南卡罗来纳学院（后来的南卡罗来纳大学）。他在查尔斯顿的一家干货店工作，后来成为俄亥俄州辛辛那提的一名校长。他曾在密西西比州伍德维尔短暂任教，但在一次决斗中受伤后离开了小镇。莱文曾住在密西西比州维克斯堡；田纳西州纳什维尔和马里兰州巴尔的摩。他开始以L.C.莱文先生的身份自称并从事法律工作，但尚不清楚他接受过哪些法律培训，也不清楚他是否通过了律师资格考试。

## 反天主教行动
1838年，莱文来到费城，进行了关于酒精危害的公开演讲。他创办并编辑了一本名为《禁酒倡导者和文学宝库》（Temperance Advocate and Literary Repository）的杂志。1842年，他公开举行了一场盛大的活动“酒火会”（bonfire of booze），以吸引人们对他反对酒馆和争取地方控制酒类许可证的运动的关注。
事实证明，莱文的反酒精运动为他的下一个事业——一场反对天主教政治权力的运动提供了极好的准备，他在担任《每日太阳报》（The Daily Sun）编辑期间继续进行这场运动。最初，主要的政治问题是1843年公立学校的一项裁决，该裁决允许天主教儿童免修圣经阅读课（因为当时使用的是新教的钦定版圣经）。莱文成为了一个自称美国共和党（后来更名为本土美国人党）的新兴政治运动的领导人和首席发言人。
莱文还谴责了爱尔兰政治家丹尼尔·欧康诺和他的废止会运动，该运动旨在废止爱尔兰与英格兰和苏格兰的联盟，即1800年联合法令。欧康诺希望利用爱尔兰移民，并在美国各地建立了废止俱乐部。莱文提出，这些俱乐部实际上是天主教权力的滩头阵地，并被用来支持教皇最终接管美国。
1844年5月3日，本土主义者试图在肯辛顿第三区的爱尔兰天主教社区中心发表演讲。当地人最终将所有抗议者赶出了社区。接下来的星期一，即5月6日，莱文带着3000名抗议者返回。随后的战斗导致数人死亡和受伤，数百人无家可归，因为社区的大部分房屋被暴徒烧毁。此外，圣米迦勒和圣奥古斯丁天主教堂被大火完全摧毁。
同年7月，南华克区爆发了新的骚乱，当时一群抗议者威胁要摧毁南华克区。这一次，莱文利用自己的影响力阻止了暴徒焚烧教堂。7月骚乱之后，莱文和他的同事塞缪尔·R·克莱默（Samuel R. Kramer，《本土美国人》的出版商）被捕，他们因煽动当地人入侵和焚烧几座天主教堂和一座修道院而被指控“煽动暴乱和叛国”。然而，该案从未开庭审理。

## 政治生涯
莱文是1842年美国人党的创始人之一。
1844年费城暴动后不久，莱文竞选国会议员，并凭借本党的政纲当选：将入籍期限延长至21年；所有政治职务只选举土生土长的人任职；拒绝外国干涉所有社会、宗教和政治机构。他被认为是美国众议院第一位当选的犹太裔议员。
莱文于1846年和1848年两度连任国会议员。1847年至1848年，他在第三十届国会期间担任美国众议院雕刻委员会主席。
1851年离开国会后，莱文继续为本土美国人运动，即后来众所周知的一无所知运动进行竞选。他试图竞选美国参议员，该席位由州立法机构选举，而不是由普选产生。莱文被指控贿赂宾夕法尼亚州议会成员，并于1855年2月被州调查传唤。
莱文和其他本土主义者帮助1852年总统选举朝着对民主党人富兰克林·皮尔斯有利的方向发展，协助他战胜了对手辉格党候选人，即受欢迎的美墨战争领袖温菲尔德·斯科特将军。斯科特因为家人中有天主教徒，而被指控与教皇有联系。莱文是1855年3月第一届一无所知党大会的组织发言人。尽管健康状况明显不佳，他还是作为特邀发言人出席了那年秋天在纽约市一个公园内举行的美国秩序集会。
1856年6月，新成立的共和党在费城的大会上提名约翰·弗里蒙特为总统候选人，莱文对此感到愤怒和厌恶。当时米勒德·菲尔莫尔刚刚被一无所知党和辉格党联合提名，莱文写了一篇长文抨击弗里蒙特，并在费城国家大厅（现独立厅）的集会上发表了这篇演讲。然而，弗里蒙特的支持者将他从演讲台上拉了下来。

## 个人生活
刘易斯·查尔斯·莱文的确切家谱很难确定。他是利普曼·西奥多·莱文（Lipman Theodore Levin）的兄弟，后者1861年出现在里奇兰步枪队成员名单之上。1892年，利普曼·西奥多的兄弟纳撒尼尔（Nathaniel）参加了他的葬礼，这表明刘易斯·查尔斯、利普曼·西奥多和纳撒尼尔三人均是兄弟关系。
1833年1月，莱文与弗吉尼亚州和田纳西州的安·克里斯蒂安·海斯（Ann Christian Hays，生于1812年）结婚。安与未来的田纳西州州长和美国总统詹姆斯·诺克斯·波尔克有姻亲关系（她的叔叔约翰·海斯娶了波尔克的妹妹奥菲莉亚）。一年后，即1834年1月，安去世。莱文随后在巴尔的摩娶了一位名叫朱莉娅·安·吉斯特（Julia Ann Gist，本姓哈蒙德，1814年—1881年）的年轻寡妇。莱文声称，他是在为已故配偶购买墓碑时认识朱莉娅的。 
莱文从不隐瞒自己的宗教身份，他自称“以色列人的后裔，终生信奉犹太教”，但他也是新教的拥护者，尽管他私下里拒绝了新教的一些教义，比如圣母诞生和耶稣的神性，他的第一次婚礼由一位圣公会牧师主持，第二次婚礼由一位新教牧师主持。
除了朱莉娅在第一次婚姻中所生的女儿之外，刘易斯和朱莉娅还育有一女，名叫路易莎（Louisa，1840年—1919年。偶尔有误报称他们有一个名叫路易斯的儿子）。

## 精神错乱与死亡
据报纸报道，莱文精神完全崩溃，变得如此“精神错乱”，以至于被送往费城精神病医院。

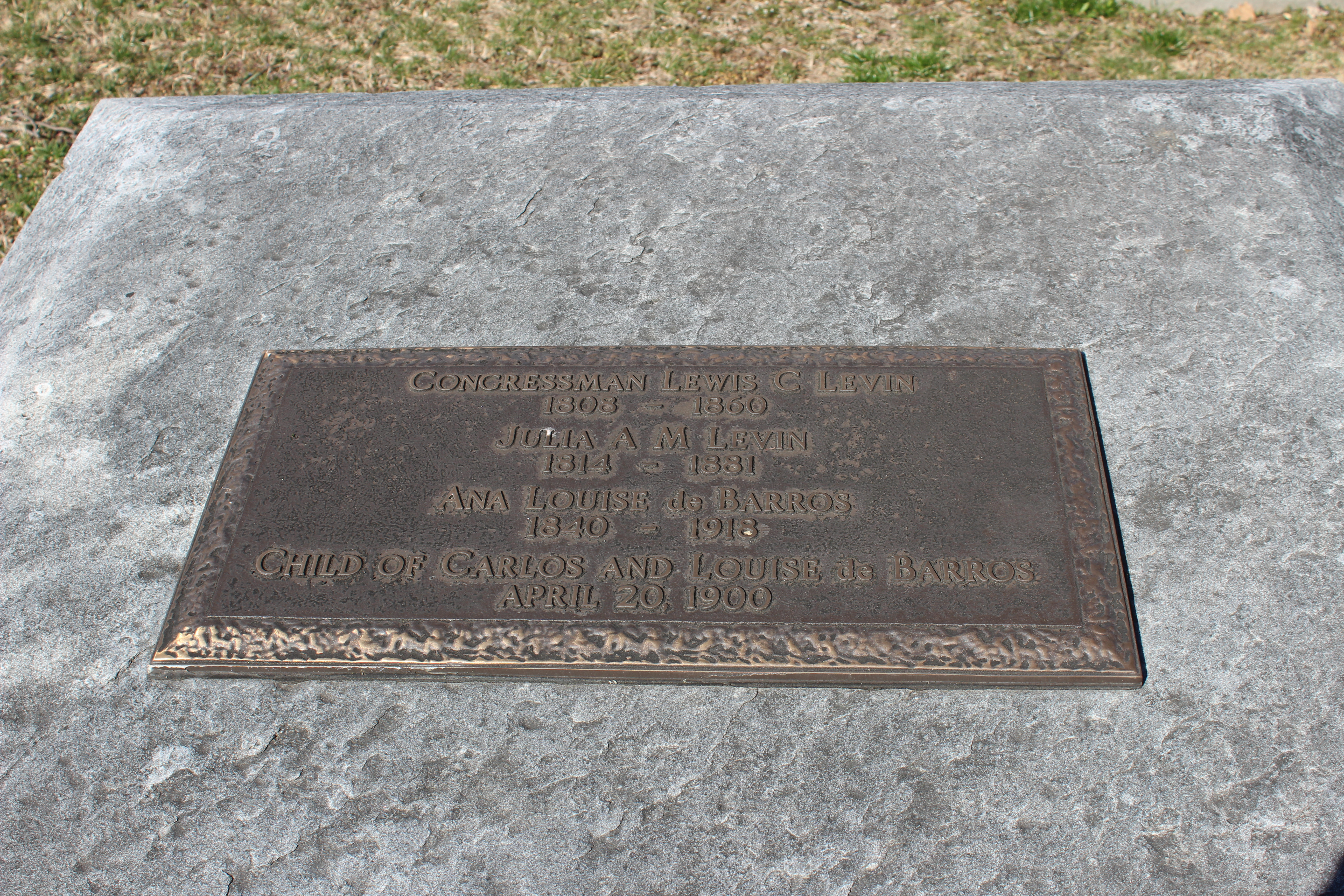
路易斯·莱文在劳瑞尔山墓园的墓碑

报纸报道称，莱文在1859年6月拜访南卡罗来纳州哥伦比亚市的一位兄弟后，又被送进了监狱。据说莱文在前往里士满的火车上变得“危险且难以控制”，于是他的朋友和铁路工人制服了他，并把他关进了邮车。他精神失常的原因尚不清楚，但一家报纸根据通讯社的报道推测，“他的精神错乱可能是由于过量使用鸦片引起的”。1860年3月，他被送回费城精神病医院，并在那里因为“精神错乱”去世。莱文被安葬在费城劳瑞尔山墓园。

## 遗产
莱文在本土主义政党中的角色很矛盾，尽管事实上他自己也是土生土长的美国人（虽然是第一代）。他反对的其实不是移民本身，而是天主教；他热切地寻求非天主教移民的支持。他能够将“本土主义”与反天主教等同起来，这是他技巧高超的证明，而且他可以在费城做到这一点，费城历史上教派仇恨的程度一直很低，而且自殖民时期以来，土生土长的天主教徒就与圣公会教徒、贵格会教徒和其他教徒比邻而居。
莱文本人似乎没有任何个人的教派仇恨，这表明他的反天主教行动也许只是口头上的和机会主义的。探险家和士兵约翰·格雷戈里·伯克（1846年—1896年）的虔诚天主教家庭是莱文在19世纪40年代至50年代在费城的邻居和朋友，他深情地回忆起莱文，并写道伯克和莱文家族多年来关系密切。
同样，查尔斯·诺德霍夫在1845年左右仍是个孩子时就为刘易斯·莱文工作，他回忆说莱文是一位善良、慷慨的雇主。诺德霍夫是莱文《每日太阳报》的“印刷学徒”，而他真正想做的工作是成为美国海军前往中国的舰船上的船舱服务员。莱文起初警告这名男孩，他最终会成为一名“肮脏、醉酒的老水手”，但最终还是让步了，并与费城海军船坞指挥官杰西·埃利奥特准将进行了交涉，为这名男孩争取到了一份工作。诺德霍夫的航海和写作生涯就此展开。
莱文是他那个时代最受欢迎的公众演说家之一，其演说内容经常被引用和选集。1905年，宾夕法尼亚州资深记者兼政治家亚历山大·凯利·麦克卢尔回忆说，莱文是当时最精明、最有说服力的政治家之一。
一位名叫刘易斯·C·莱文的杰出冒险家，南卡罗来纳州查尔斯顿人，曾是一名四处奔走的律师，先是在南卡罗来纳州，然后是马里兰州，接着是路易斯安那州，再然后是肯塔基州，最后是宾夕法尼亚州，他是1844年夏天爆发的可耻暴乱中公认的本土主义美国人的领袖，在那次暴乱中，天主教教堂和机构被暴徒烧毁……

他是我所听过的最才华横溢、最无所顾忌的演说家之一。他相貌出众，举止优雅，言辞迷人，断言时毫无顾忌。我听过他作为禁酒和政治演说家的演讲，我怀疑在他那个时代，全国之内任何政党中是否有人在竞选中胜过他。他以绝大多数票当选，并于1846年和1848年再次当选，连续六年担任代表这座城市的议员。——《宾夕法尼亚州旧时光笔记》（Old Time Notes of Pennsylvania，1905年，第84—85页）
在一本关于美国令人担忧的宗教自由历史的书中，作家史蒂文·沃尔德曼回忆了莱文以及他在19世纪40年代和19世纪50年代本土主义反天主教运动中所扮演的角色。在提到莱文作为第一位当选国会议员的犹太人这一表面身份时，沃尔德曼称他“证明了作为受迫害群体的一员并不一定能够体谅其他宗教少数群体的困境”。

## 出版作品
- Intemperance the Prelude to Gambling and Suicide, as Illustrated in the Life of the Rev. C.C. Colton, Author of "Lacon" （页面存档备份，存于）, William F. Geddes, Philadelphia, 1844
- Speech of Mr. L.C. Levin, of Pennsylvania, on the Subject of Altering the Naturalization Laws （页面存档备份，存于）, J. & G.S. Gideon, 1845
- Speech of Mr. Levin of Philadelphia, PA. on an Amendment to the Naval Appropriation Bill, Directing the Construction of a Sectional Floating Dry-Dock, Basin, and Railways at the Philadelphia Navy-Yard （页面存档备份，存于）, Union Office, Washington, 1846
- Speech of Mr. L.C. Levin, of Penn., on the Proposed Mission to Rome （页面存档备份，存于）, J. & G.S. Gideon, 1848